# Cheilosia egregia
Cheilosia egregia är en tvåvingeart som beskrevs av Barkalov 1998. Cheilosia egregia ingår i släktet örtblomflugor, och familjen blomflugor. Inga underarter finns listade i Catalogue of Life.